# Interrupt-Leitung
Eine Interrupt-Leitung ist eine Leitung des Systembusses, die die sogenannten Interrupt Requests (Unterbrechungsanfragen) an den Prozessor sendet und somit diesem mitteilt, dass Daten zur Weiterverarbeitung bereitstehen. Die Interrupt-Leitung könnte man auch als Steuerbus des prozessorexternen Datenbusses bezeichnen, sie führt im Gegensatz zu den klassischen Steuersignalen wie R/W zum Prozessor hin, statt von ihm auszugehen.